# Vadonia bolognai
Vadonia bolognai là một loài bọ cánh cứng trong họ Cerambycidae.